# Блэк, Роджер
Роджер Энтони Блэк (англ. Roger Anthony Black; род. 31 марта 1966 года, Госпорт, Великобритания) — британский легкоатлет, трёхкратный призёр Олимпийских игр, двукратный чемпион мира, пятикратный чемпион Европы.

## Биография
Роджер Блэк родился в Госпорте, Гемпшир, в семье Дэвида и Тельмы, и у него была сестра-близнец Джулия. Он посещал начальную школу Элверстоукской Церкви Англии и Портсмутскую среднюю школу. Именно во время игры в футбол с местной командой (RPFC) начал демонстрировать свое мастерство бегуна, забивая многочисленные голы в качестве летающего форварда, оставляя за собой много защитников. Затем он присоединился к легкоатлетическим клубам, повторно сдал один из своих экзаменов уровня А и начал изучать медицину в Университете Саутгемптона но он оставил свой курс через три месяца, так как начал добиваться успехов как спортсмен.
Блэк получил известность в 1985 году, когда в возрасте 19 лет выиграл чемпионат Европы среди юниоров на дистанции 400 м с результатом 45,43.
В 1986 году Блэк произвел впечатляющее впечатление, сначала выиграв на Играх Содружества в Эдинбурге, а затем выиграл на чемпионате Европы в Штутгарте, свой первый британский рекорд, побив рекорд Дерека Редмонда предыдущего года. Выиграл также золотые медали в обеих эстафетах 4×400 м на обоих этих соревнованиях, сезон 1986 года Блэка превратился в золотую лихорадку из четырех золотых медалей.
Его самое большое индивидуальное достижение в легкой атлетике было на Олимпийских играх 1996 года в Атланте, когда в финале бега на 400 м он занял второе место позади Майкла Джонсона, завоевав при этом серебряную медаль. Однако отчасти из-за травм он так и не восстановил эту форму, а впоследствии ушел из спорта только два года спустя, в 1998 году, после того как не был отобран на чемпионат Европы 1998 года.